# Ted Supalla
Ted Supalla (* 1953) ist ein gehörloser Linguist, dessen Forschung sich auf Gebärdensprachen in ihrem entwicklungsbezogenen und globalen Kontext konzentriert, einschließlich Studien zur grammatikalischen Struktur und Entwicklung der American Sign Language (ASL) und anderer Gebärdensprachen.
Supalla war bereits an der University of Illinois Urbana–Champaign und der University of Rochester in New York City tätig. Heute ist er Professor am Department of Neurology an der Georgetown University.

## Leben
Ted Supalla wurde gehörlos in eine gehörlose Familie hineingeboren. Zu dieser gehört auch sein jüngerer Bruder Samuel James Supalla. Teds Vater nahm seine ganze Familie oft in den Gehörlosenclub mit.
Er ist mit Elissa L. Newport verheiratet, welche ebenfalls Professorin am Department of Neurology an der Georgetown University ist.

## Akademische Ausbildung
- Portland State University Psychology
- California State University at Northridge Psychology B.A., 1973
- University of Nevada, Reno Psychology
- University of California, San Diego Psychology M.A., 1975, Ph.D., 1982

## Forschung
Supalla ist zusammen mit seiner Frau Autor der ersten Arbeit über die Verwendung von Bewegungsänderungen zur Ableitung von Substantiven aus Verben in ASL.
Er verfasste auch die bahnbrechende Arbeit über die Struktur von Klassifikatorkonstruktionen und Bewegungs- und Ortsverben.
Er hat ein Buch und mehrere Zeitschriftenartikel über die Geschichte der ASL und die Prozesse des sprachlichen Wandels veröffentlicht, die im Laufe ihrer Geschichte neue grammatische Formen in eine Gebärdensprache einführen.
In all diesen Arbeiten besteht seine übergeordnete Behauptung darin, dass die Struktur von Gebärdensprachen sowohl in ihrer Komplexität als auch in den Prozessen, die grammatische Komplexität in die Sprache einführen, der von gesprochenen Sprachen ziemlich parallel verläuft. In seiner jüngsten Arbeit konzentriert er sich auf die Struktur ganz anderer Gebärdensprachtypologien und vergleicht die amerikanische Gebärdensprache und ihre Familie aus dem Französischen stammender Gebärdensprachen mit der ganz anderen Familie von Gebärdensprachen in Japan und anderen Teilen Asiens.

## Ausgewählte Werke
- Supalla, Ted and Clark, P. 2015. Sign Language Archeology: Understanding History and Evolution of American Sign Language. Washington, D.C.: Gallaudet University Press.
- Supalla, Ted. In press. Film and Deaf Culture. San Diego, CA: Dawn Sign Press.
- Koo, D. & Supalla, Ted. In press. "Nativization of bi-modal co-articulation in Cued Speech: Phonological Representations and Processes in Deaf Cuers," In C. LaSasso & J. Kelly (eds.), Cued Speech and Cued Language Development of Deaf Students. Washington, D.C.: Gallaudet University Press.
- Supalla, Ted, Clark, P., Neumann Solow, S., & Quadros Mueller, R. In press. "A protocol for interpreter coordination at international conferences." In R. McKee & J. Davis (eds.), Studies in Interpretation Series, Volume 5. Washington, D.C.: Gallaudet University Press.
- Bavelier, D., Newport, Elissa L., Hall, M., Supalla, Ted, & Boutla, M. 2008. "Ordered short-term memory differs in signers and speakers: Implications for models of short-term memory." Cognition, 107, 433–459.
- Supalla, Ted. 2008. "Sign Language Archeology: Integrating Historical Linguistics with Fieldwork on Young Sign Languages." In R. M. de Quadros (ed.), Sign Languages: Spinning and Unraveling the Past, Present and Future. Proceedings of the Ninth International Conference on Theoretical Issues in Sign Language Research. Florianopolis, Brazil, December 2006. Petropolis, Brazil: Editora Arara Azul.
- Hauser, P.C., Paludenviciene, R., Supalla, Ted., & Bavelier, D. 2008. "ASL-Sentence Reproduction Test: Development and Implications." In R. M. de Quadros (ed.), Sign Languages: Spinning and Unraveling the Past, Present and Future. Proceedings of the Ninth International Conference on Theoretical Issues in Sign Language Research. Florianopolis, Brazil, December 2006. Petropolis, Brazil: Editora Arara Azul.
- Supalla, Ted. 2008. Prologue for WFD Sign Lexicon. Spanish Association of the Deaf.
- Bavelier, D., Newport, Elissa L., Hall, M., Supalla, Ted, & Boutla, M. 2006. "Persistent differences in short-term memory span between sign and speech: Implications for cross-linguistic comparisons." Psychological Science, 17, 1090–1092.
- Boutla, M., Supalla, Ted, Newport, Elissa L., & Bavelier, D. 2004. "Short-term memory span: insights from sign language." Nature Neuroscience, 7, 997–1002.
- Supalla, Ted. 2004. "The validity of the Gallaudet Lecture Films." Sign Language Studies, 4, 261–292.
- Bavelier, D., Newport, Elissa L., & Supalla, Ted. 2003. "Children need natural languages, signed or spoken." Cerebrum, 5, 19–32.
- Supalla, Ted. 2003. "Revisiting visual analogy in ASL classifier predicates." In K. Emmorey (ed.), Perspectives on Classifier Constructions in Sign Language. Mahwah N.J.: Lawrence Erlbaum Assoc.
- Supalla, Ted. 2002. "Making historical sign language materials accessible: A prototype database of early ASL." Sign Language & Linguistics, 4, 285–297.
- Newport, Elissa L., & Supalla, Ted. 2000. "Sign language research at the millennium." In K. Emmorey and H. Lane (Eds.), The Signs of Language Revisited: An Anthology in Honor of Ursula Bellugi and Edward Klima. Mahwah, NJ: Lawrence Erlbaum Associates.
- Newport, Elissa L., & Supalla, Ted. 1999. "Sign languages." In R. Wilson and F. Keil (Eds.), The MIT Encyclopedia of the Cognitive Sciences. Cambridge, MA: MIT Press.
- Osugi, Y., Supalla, Ted., & Webb, R. 1999. "The use of word elicitation to identify distinctive gestural systems on Amami Island." Sign Language & Linguistics, 2, 87–112.
- Senghas, Ann, Coppola, M., Newport, Elissa L., & Supalla, Ted. 1997. "Argument structure in Nicaraguan Sign Language: The emergence of grammatical devices." In E. Hughes, M. Hughes, and A. Greenhill (Eds.), Proceedings of the 21st Annual Boston University Conference on Language Development: Vol. 2. Somerville, MA: Cascadilla Press.
- Metlay, D. & Supalla, Ted. 1995. "Morpho-syntactic structure of aspect and number inflections in ASL." In K. Emmorey and J. Reilly (Eds.), Sign, Gesture and Space. Mahwah, NJ: Lawrence Erlbaum.
- Supalla, Ted, & Webb, R. 1995. "The grammar of International Sign: A new look at pidgin languages." In K. Emmorey and J. Reilly (Eds.), Sign, Gesture and Space. Mahwah, NJ: Lawrence Erlbaum.
- Supalla, Ted. 1994. Charles Krauel: A Profile of a Deaf Filmmaker. 30 min., VHS, Color/b&w. Documentary videotape. San Diego, CA: DawnSign Pictures.
- Supalla, Ted. 1991. "Deaf folklife film collection project." Sign Language Studies, 70, 73–82.
- Supalla, Ted. 1990. "Serial verbs of motion in American Sign Language." In S. Fischer (Ed.), Theoretical Issues in Sign Language Research. University of Chicago Press.
- Supalla, T. 1986. "The classifier system in American Sign Language." In C. Craig (Ed.), Noun Classification and Categorization. J. Benjamins.
- Supalla, Ted. 1982. Structure and acquisition of verbs of motion and location in American Sign Language. Ph.D. dissertation, University of California, San Diego.
- Supalla, T., & Newport, E. 1978. "How many seats in a chair? The derivation of nouns and verbs in American Sign Language." In P. Siple (Ed.), Understanding Language through Sign Language Research. Academic Press.